# チョン・フンチェ
チョン・フンチェ（1964年8月15日 - ）は韓国の俳優。

## 経歴
- 光州猿高等学校卒業。
- 漢陽大学校国文科、西江大学校言論大学院放送演劇科を経て、東国大学校文化芸術大学院映像芸術科を修了。
- 1987年、舞台「終わりのないアリア」でデビュー。
- 韓国多重文化芸術振興会理事長。

## 人物
- 身長は180cm。体重は105kg。
- 趣味は登山、旅行、ゴルフ。
- 特技はテコンドー、乗馬、剣術。

## 出演作品

### 映画
- 歩いて天まで（1992年）
- チャン（1998年、特別出演）
- 狂詩曲 THE RHAPSODY（2001年） - マ・ドンチョル中士 役
- あぶない奴ら～TWO GUYS～（2004年） - オルベク 役
- 家族の誕生（2006年） - キム社長 役
- 皇帝のために（2014年） - チャクトゥ 役
- 風気（2024年） - チョン・デパル 役

### ドラマ
- 第2共和国（1989年、MBC） - チョン・ホウン 役
- 林巨正～快刀イム・コッチョン（1996年、SBS） - イム・コッチョン 役
- 野望の伝説（1998年、KBS2） - カン・テス 役
- 御史出頭～暗行御史パク・ムンスの事件（1999年、KBS2） - ピルサム 役
- ホギュン～朝鮮王朝を揺るがした男（2000年、KBS2） - ドラン 役
- 太陽人イ・ジェマ～韓国医学の父（2002年、KBS2） - トギョン 役
- 武人時代（2003年、KBS） - ブル 役
- 英雄時代（2004年、MBC） - チャ・ジチョル（車智澈） 役
- 黄金のりんご（2005年、KBS） - イ部長 役
- ドラマシティ～ケジョは裸足だ（2005年、KBS） - 牧師 役
- 淵蓋蘇文（2006年、SBS） - ケベク（階伯） 役
- ソウル1945（2006年、KBS） - キム・ジョンオ 役
- 大王世宗（2008年、KBS2） - カン・サンイン 役
- 千秋太后（2009年、KBS2） - ソ・ベアプ（蕭排押） 役
- 自由人 イ・フェヨン（2010年、KBS） - ワン・ジョンウィ 役
- 百済の王 クンチョゴワン（2010年、KBS） - トゥゴ（マッコヘ） 役
- 武神（2012年、MBC） - イェク 役
- 大王の夢～王たちの戦争（2012年-2013年、KBS） - ソ・ジョンパン（蘇定方） 役
- 愛は歌に乗って（2013年、KBS)　- テギョンの事務所依頼人 役
- 帝王の娘 スベクヒャン（2013-2014年、MBC） - チャンペ 役
- 軍師リュ・ソンリョン（2015年、KBS） - イ・ヨソン 役
- ヒョンジェは美しい（2022年、KBS2） - チェ・マンリ 役

### ミュージカル
- イム・コッチョン（2017年） - イム・コッチョン 役

## 受賞歴
- SBS演技大賞男新人賞（1996年）
- 第33回 百想芸術大賞 TV部門 男子新人演技賞（1997年）